# Jesse James (actor)
Jesse James (Palm Springs, California, 14 de septiembre de 1989) es un actor estadounidense.

## Biografía
James nació en Palm Springs el 14 de septiembre de 1989.
En 1997 comenzó su carrera artística con la película Mejor... imposible, donde interpretó un papel que le haría ganar un premio Hollywood Reporter Young Star. Más tarde aparecería en varias producciones cinematográficas, incluyendo su participación junto a Johnny Depp en Blow en 2001 como la versión infantil del personaje de Depp y en Pearl Harbor donde interpretó al personaje joven de Ben Affleck. Como actor infantil, continuó trabajando en películas como adolescente/adulto, siendo aclamado favorablemente por la crítica por su interpretación en El efecto mariposa como el joven Tommy Miller. También apareció en La morada del miedo junto a Ryan Reynolds y Melissa George. Más tarde aparecería como artista invitado en varias series de televisión como Life y In Plain Sight y en demás proyectos independientes como Exodus Fall y Hickory Nation.
En 2008, James protagonizó un cortometraje titulado, Manifest Destiny junto a Sean Faris.

## Filmografía

### Cine
- Mejor... imposible (1997) - Spencer Connelly
- Dioses y monstruos (1998) - Michael Boone
- The Gingerbread Man (1998) - Jeff
- Puppies for Sale (1998) - Cliente
- Sorrow's Child (1998) - Matt
- Message in a Bottle (1999) - Jason Osborne
- A Dog of Flanders (1999) - Nello (joven)
- Hanging Up (2000) - Jesse Marks
- Bailey's Mistake (2001) (TV) - Dylan Donovan
- Blow (2001) - George (joven)
- Pearl Harbor (2001) - Rafe (joven)
- Fear of the Dark (2002) - Ryan Billings
- Dale caña que es francesa (2002) - Randolph Grady
- El efecto mariposa (2004) - Tommy Miller (joven)
- La morada del miedo (2005) - Billy Lutz
- The Darkroom (2006) - J-Dawg
- The Flyboys (2008)
- Jumper (2008)

### TV
- Walker, Texas Ranger (1997) - Jebb Wilson
- Urgencias (1998) - Wilson Geary
- The X-Files (1999) - Niño pobre
- Los Thornberrys (1999) - Gola
- Angel (2000) - Ryan
- Felicity (2000) - Stephen
- Chicago Hope (2000) - Dustin Moss
- Family Law (2002) - Jake Shaw -
- Monk (2004) - Jared Stottlemeyer
- Veronica Mars (2007) - J.D. Sansone
- In Plain Sight (2009) - Tripp Sullivan
- El Mentalista (2009) - Lucas Hodge